# Валя-Соарелуй
Валя-Соарелуй (рум. Valea Soarelui) — село у повіті Олт в Румунії. Входить до складу комуни Редя.
Село розташоване на відстані 152 км на захід від Бухареста, 45 км на південь від Слатіни, 49 км на південний схід від Крайови.

## Населення
За даними перепису населення 2002 року у селі проживали 317 осіб, усі — румуни. Усі жителі села рідною мовою назвали румунську.